# Nebulosa Tarantola
La Nebulosa Tarantola (nota anche come 30 Doradus o con le sigle di catalogo NGC 2070 e C 103) è una vastissima regione H II situata nella Grande Nube di Magellano. È la più grande regione di formazione stellare conosciuta nel Gruppo Locale di galassie.

## Osservazione
Questa nebulosa, di ottava magnitudine apparente, si osserva nella zona nord-orientale della Nube, ed è visibile in prevalenza dall'emisfero australe, dove si presenta circumpolare in tutte le regioni meridionali poste all'esterno della zona tropicale; dall'emisfero nord, al contrario, la nebulosa è visibile solo a sud del Tropico del Cancro.
Impossibile da osservare ad occhio nudo, è individuabile senza difficoltà tramite un semplice binocolo, presentandosi come una macchia tondeggiante dai bordi molto sfumati; le sue ramificazioni luminose appaiono invece con un telescopio amatoriale, che consente di rilevare anche alcuni addensamenti di stelle e ammassi aperti.

## Caratteristiche

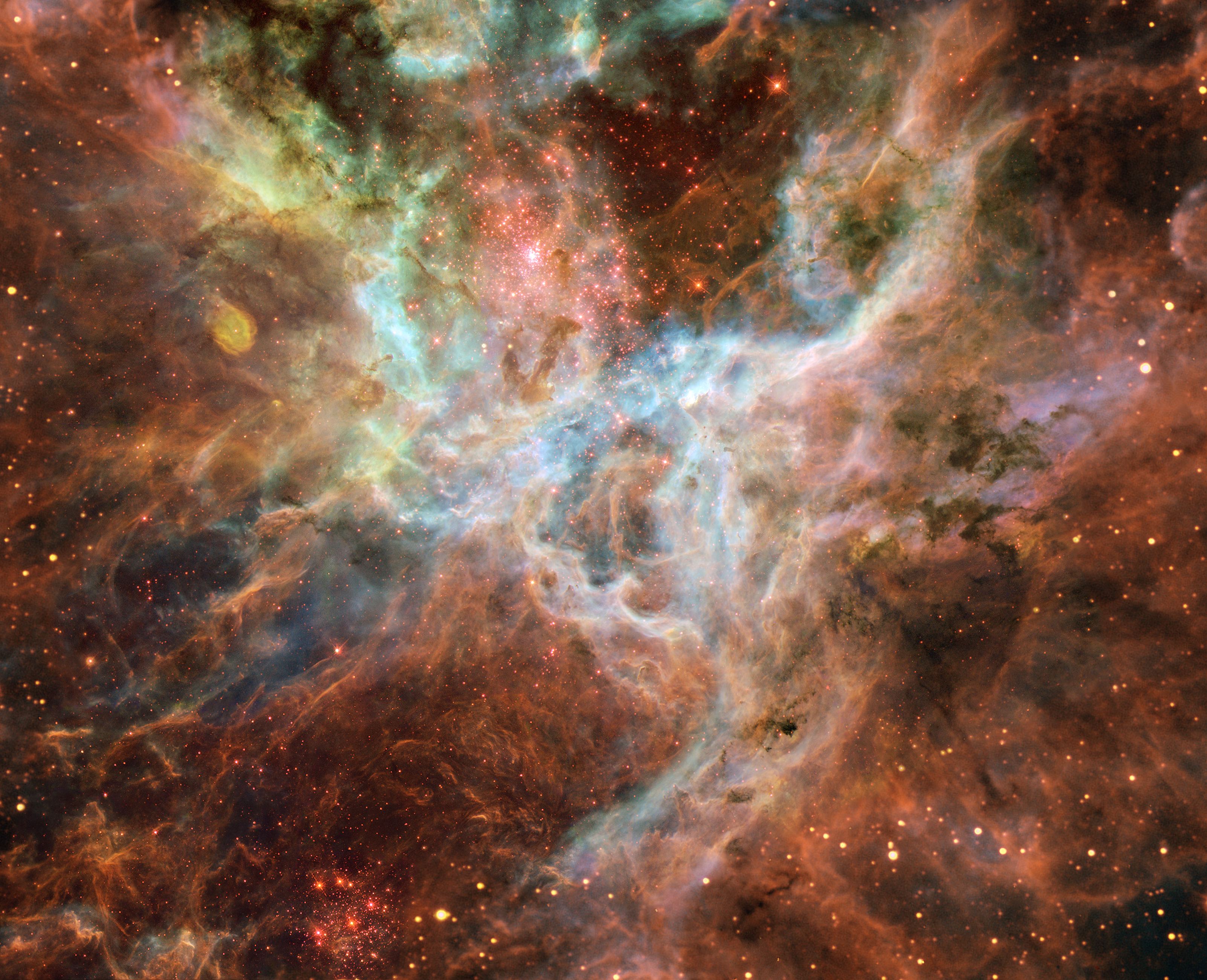
Foto della Nebulosa Tarantola ripresa dal Telescopio Spaziale Spitzer. La foto ritrae solo le regioni centrali. La nebulosità rossa si estende molto al di fuori dell'immagine, ma è piuttosto debole.

La Nebulosa Tarantola fu ritenuta in un primo tempo una stella, poi chiamata 30 Doradus; nel 1751, Nicolas-Louis de Lacaille riconobbe la sua natura nebulare.
La Nebulosa Tarantola ha una magnitudine apparente pari ad 8; considerando la sua distanza di 160.000 anni luce, si tratta di un oggetto estremamente luminoso. Infatti, si tratta della regione di formazione stellare più attiva del Gruppo Locale di galassie; al suo centro, un ammasso estremamente compatto di stelle calde e giovani produce la maggior parte dell'energia che rende visibile la nebulosa. La reale dimensione della Nebulosa Tarantola è di circa 1.000 anni luce; se fosse posta alla stessa distanza della Nebulosa di Orione (un'altra regione di formazione stellare, visibile ad occhio nudo) sarebbe 60 volte più grande della luna piena. Nelle aree centrali della nebulosa si trova un ricchissimo e compatto ammasso di stelle, noto come R136a, il quale è il principale responsabile dell'illuminazione e dell'eccitamento dei gas della nebulosa. Un altro ammasso è Hodge 301.
La Nebulosa Tarantola è stata la sede di un'esplosione di supernova, la cui luce è giunta a noi nel 1987: la supernova SN 1987a, una delle più studiate, data la sua relativa vicinanza (fu visibile anche ad occhio nudo, con una magnitudine apparente pari a 4,0).

### Libri
- (EN) Mina Kafatos, Michalitsianos Andrew G., Supernova 1987A in the Large Magellanic Cloud, Cambridge University Press, 1988, ISBN 978-0-521-35575-9.
- (EN) Chaisson, McMillan, Astronomy Today, 6ª ed., Englewood Cliffs, Prentice-Hall, Inc., 1993, ISBN 0-13-240085-5.
- (EN) Thomas T. Arny, Explorations: An Introduction to Astronomy, 2ª ed., Boston, McGraw-Hill, 2000, ISBN 0-8151-0292-5.
- AA.VV, L'Universo - Grande enciclopedia dell'astronomia, Novara, De Agostini, 1996.
- J. Gribbin, Enciclopedia di astronomia e cosmologia, Milano, Garzanti, 2005, ISBN 88-11-50517-8.
- W. Owen, et al, Atlante illustrato dell'Universo, Milano, Il Viaggiatore, 2006, ISBN 88-365-3679-4.
- J. Lindstrom, Stelle, galassie e misteri cosmici, Trieste, Editoriale Scienza, 2006, ISBN 88-7307-326-3.

### Carte celesti
- Tirion, Rappaport, Lovi, Uranometria 2000.0 - Volume II - The Southern Hemisphere to +6°, Richmond, Virginia, USA, Willmann-Bell, inc., 1987, ISBN 0-943396-15-8.
- Tirion, Sinnott, Sky Atlas 2000.0 - Second Edition, Cambridge, USA, Cambridge University Press, 1998, ISBN 0-933346-90-5.
- Tirion, The Cambridge Star Atlas 2000.0, 3ª ed., Cambridge, USA, Cambridge University Press, 2001, ISBN 0-521-80084-6.